# AIM (comics)
Pour les articles homonymes, voir AIM.
L’Advanced Idea Mechanics (AIM) est une organisation criminelle de fiction présente dans l'univers Marvel de la maison d'édition Marvel Comics. Créée par le scénariste Stan Lee et le dessinateur Jack Kirby, l'organisation apparaît pour la première fois dans le comic book Strange Tales #146 en juillet 1966.
L'AIM est une organisation internationale formant un réseau de trafiquants d’armes, de terroristes et de scientifiques spécialisés dans l'armement high tech et les équipements à la pointe de la technologie. Son but ultime est de renverser tous les gouvernements du monde, afin d'assurer sa domination.

## Historique fictionnel

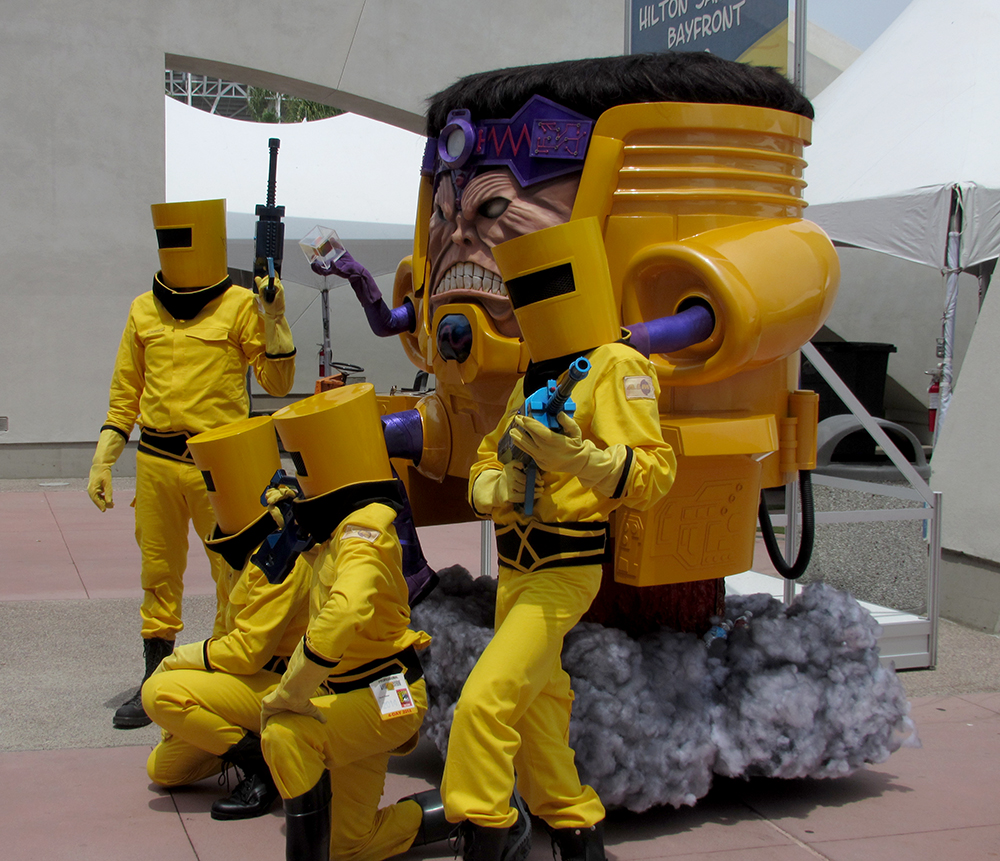
Cosplay d'agents de l'AIM et de MODOK.

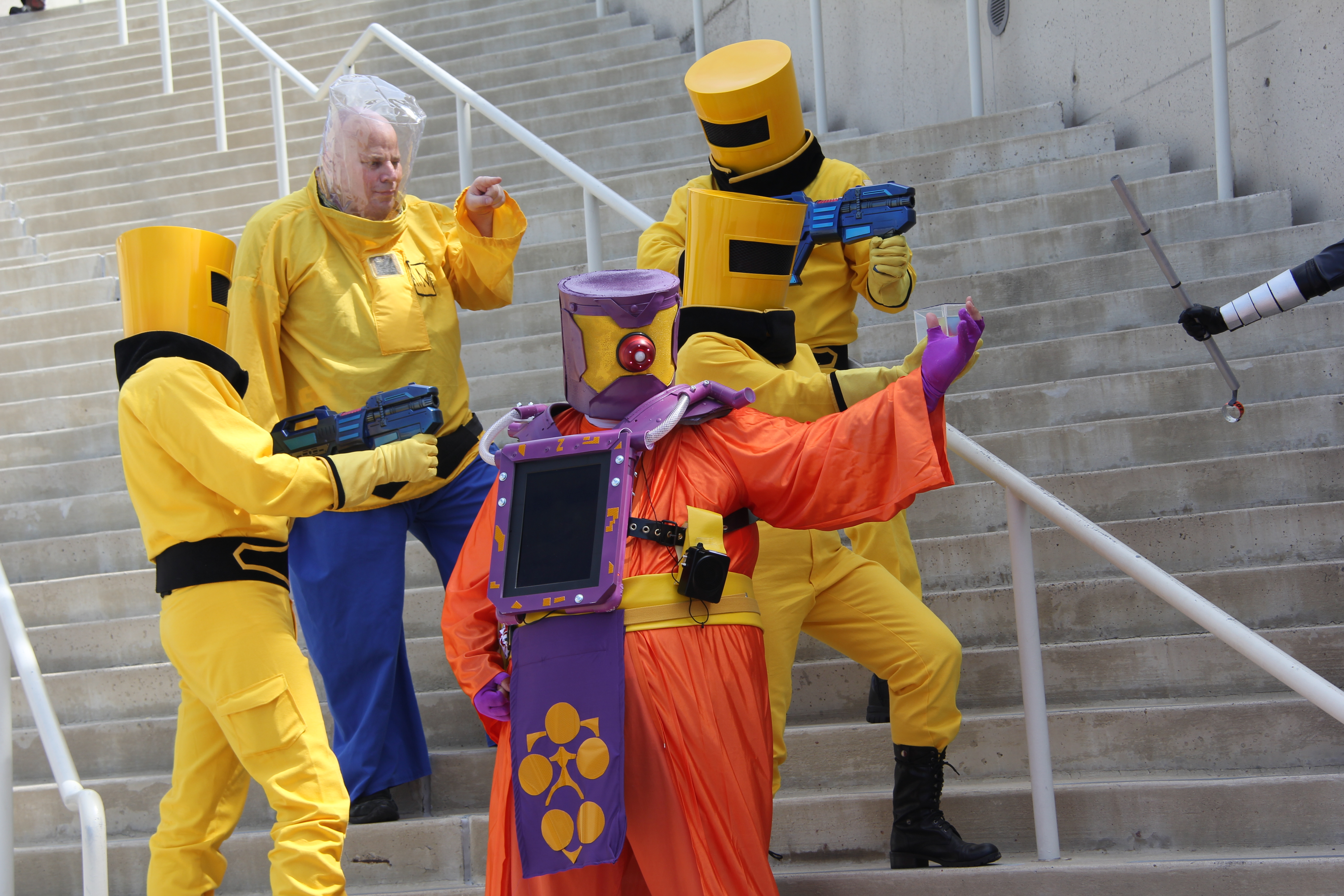
Cosplay d'agents de l'AIM entourant Arnim Zola.

### Origines
L'AIM nait d'une scission d'avec l'HYDRA, l'organisation criminelle nazie créée par le baron Wolfgang Von Strucker. Composée de brillants scientifiques, elle se sépare de sa « maison mère » vers la fin des années 1960, pour cause de divergences idéologiques.
D'abord fournisseur de matériel divers — notamment de l'armement — pour les agences gouvernementales, elle passe dans la clandestinité quand l'agent Nick Fury découvre ses menées subversives.

### Créations
L'AIM a trois créations majeures à son actif :
- le Super-adaptoïde, un androïde capable de copier n'importe quel super-pouvoir ;
- le Cube cosmique, un objet doté de pouvoirs extraordinaires qui a la propriété de restructurer la réalité. L'AIM fabriqua le contenant, mais l'origine de l'énergie contenue dans l'objet était alors encore inconnue ;
- MODOK (Mental Organism Designed Only for Killing), un être artificiel.

### MODOK
MODOK était à l'origine un membre de l'organisation qui accepta de subir une mutation artificielle, le transformant en personnage au corps chétif et à la tête énorme possédant une intelligence phénoménale et capable d'émettre des rafales d'énergies et des champs de forces. Après sa transformation, MODOK supprima le chef de l'organisation et prit sa place ; depuis ce jour, l'AIM n'a d'autres ambitions que de le servir.
Cependant, une dissidence s'est créée et s'oppose régulièrement aux forces de MODOK. On distingue les uns des autres par la couleur de leur uniforme : Les partisans de MODOK ont des combinaisons jaunes quand ses opposants ont des combinaisons bleues.

### État indépendant
Dans les années 1980, après s’être emparée de l'île de Barbuda dans les Caraïbes, l'AIM réussit à acquérir le statut d'État indépendant, étant reconnu par l'Organisation des Nations unies dans les parutions des années 2010.
En 2014-2015, la direction de l'organisation est renversée par les Vengeurs et le SHIELD, ce qui permet à Roberto da Costa (Solar) de racheter l'organisation et d'essayer de la transformer en une entreprise travaillant au bien de l'humanité, avec une nouvelle équipe d'Avengers, les Advanced Idea Mechanics et American Intelligence Mechanics.

## Apparitions dans d'autres médias

### Cinéma
- Dans le film Iron Man 3, la société AIM est créée et dirigée par le terroriste Aldrich Killian, un scientifique envieux du succès et de la fortune de Tony Stark.

### Jeux vidéo
- Dans le jeu vidéo Iron Man 3, on apprend que Killian est devenu MODOK.
- Dans Marvel's Avengers, l'AIM est une multinationale qui prétend vouloir remplacer les super-héros par des robots dotés d'intelligence artificielle.

### Séries Télévisées
- Dans la série Iron Man de 2008, AIM est dirigé par un chef humain appelé Scientifique Suprême. Lorsque MODOK est créé, il tue le Scientifique Suprême et prend la tête de AIM jusqu'à sa dissolution après la mort de MODOK.